# Optimized Link State Routing Protocol
Оптимізований Link State Routing Protocol (OLSR) —  протокол маршрутизації, оптимізований для мобільних однорангових мереж, які також можуть бути використані на інших бездротових однорангових мережах.
OLSR - активний протокол маршрутизації, що використовує обмін повідомленнями вітання і контролю для отримання інформації про топологію мережі. Вузли використовують цю інформацію для визначення наступного стрибка на шляху маршрутизованого пакета. Є одним з найпопулярніших протоколів, які використовуються для маршрутизації в бездротових мережах MANET.

## Принцип роботи
OLSR заснований на механізмі широкомовного розсилання для оновлення інформації про топологію мережі. Особливістю протоколу є те, що ця інформація відома кожному вузлу мережі. У OLSR вузол мережі відправляє так зване HELLO-повідомлення. Зміна в топології мережі вузли виявляють за допомогою прийнятих HELLO-повідомлень від сусідів. У цих повідомленнях міститься власна адреса вузла, що відправив дане повідомлення, а також перелік усіх його доступних сусідів, їх адреси із зазначенням типу з'єднання (симетричне або асиметричне). Таким чином вузол повідомляє своїм сусідам про доступні йому зв'язки. Кожен абонент зберігає у себе інформацію про своїх одно-(neighbors) і двокрокових сусідах (two-hop neighbors) . Відправка HELLO-повідомлень проводиться із заданим інтервалом. У разі, якщо протягом певного часу вузол не приймає HELLO-повідомлення від сусіда, то зв'язок з ним вважається розірваним. Відповідна зміна вноситься в таблицю топології мережі абонента. Крім усього в мережі вузли періодично передають широкомовні TC-повідомлення (topology control). У цьому повідомленні міститься інформація про з'єднання абонента з однокроковими сусідами. За отриманою інформацією з ТС-і HELLO-повідомлень, вузол будує граф, який описує уявлення про побудову мережі для даного вузла. За допомогою цього графа будується таблиця найкоротших шляхів передачі інформації до кожного вузла. Очевидно, що в такому способі організації зв'язку  є істотний недолік. Природна ситуація, коли двокроковий сусід може бути однокроковим для двох і більше однокрокових сусідів передавального вузла. Тоді створиться ситуація, в якій двокроковий сусід буде отримувати одне і те ж HELLO-повідомлення кілька разів. Для вирішення таких ситуацій у OLSR передбачено метод оптимізації розсилки мережевої інформації Multipoint Relay (MPR). По таблиці топології мережі вузол вибирає таких однокрокових сусідів (MPR_Relay) із симетричним зв'язком, які є однокроковими сусідами хоча б одному двокроковому сусідові даного вузла. Цей метод дозволяє зменшити трафік широкомовного розсилання .